# بو شين
بو شين (بالصينية: 卜鑫) هو لاعب كرة قدم صيني في مركز الوسط، ولد في 17 مايو 1987 في تانغشان في الصين. لعب مع Liaoning Guangyuan FC ‏.

## وصلات خارجية
- بو شين على موقع قاعدة بيانات كرة القدم.إي يو (الإنجليزية)
- بو شين على موقع Soccerway.com (الإنجليزية)